# 大眼魣
大眼金梭魚（学名：Sphyraena forsteri），又名大眼魣、針梭、竹梭、巴拉庫答，为金梭魚科魣屬下的一个种。

## 分布
本魚分布于印度太平洋區，包括東非、紅海、塞席爾群島、阿曼、馬爾地夫、伊朗、巴基斯坦、印度、日本、台灣、中國、越南、柬埔寨、菲律賓、印尼、澳洲、新幾內亞、帛琉、庫克群島、馬紹爾群島、馬里亞納群島、新喀里多尼亞、紐埃、索羅門群島、東加、吐瓦魯、斐濟、關島、薩摩亞群島、夏威夷群島、法屬波里尼西亞等海域。该物种的模式产地在Society群岛。

## 深度
水深0至300公尺。

## 特徵
本魚體延長呈魚雷狀，橫切面幾近圓柱形，側線在第一背鰭前略向上彎曲，第一背鰭起點在胸鰭末端正上方，在腹鰭起點之後；鰓蓋具2弱平棘；上頷骨末端達或接近眼前緣，下頷骨突出。體淺白，背部藍綠或棕色。體側不具角形紋，眼大，鰓弓呈剛毛狀及胸鰭下具一大黑斑。背鰭硬棘6枚；背鰭軟條9枚；臀鰭硬棘2枚；臀鰭軟條9枚，體長可達75公分。

## 生態
本魚白天常成群在礁湖內礁塊的上面水層或在礁坡外徘徊，屬肉食性，以魚類為食。

## 經濟利用
為食用魚，適合各種烹飪方式。